# Flusskraftwerk Tübinger Straße
Das Flusskraftwerk Tübinger Straße ist ein Laufwasserkraftwerk in Rottenburg am Neckar und nutzt das Wasser des Neckars. Namensgebend für das Kraftwerk ist die Straße, die direkt am Kraftwerk vorbeiführt. Das Kraftwerk dient auch als Fußgängerbrücke.

## Geschichte

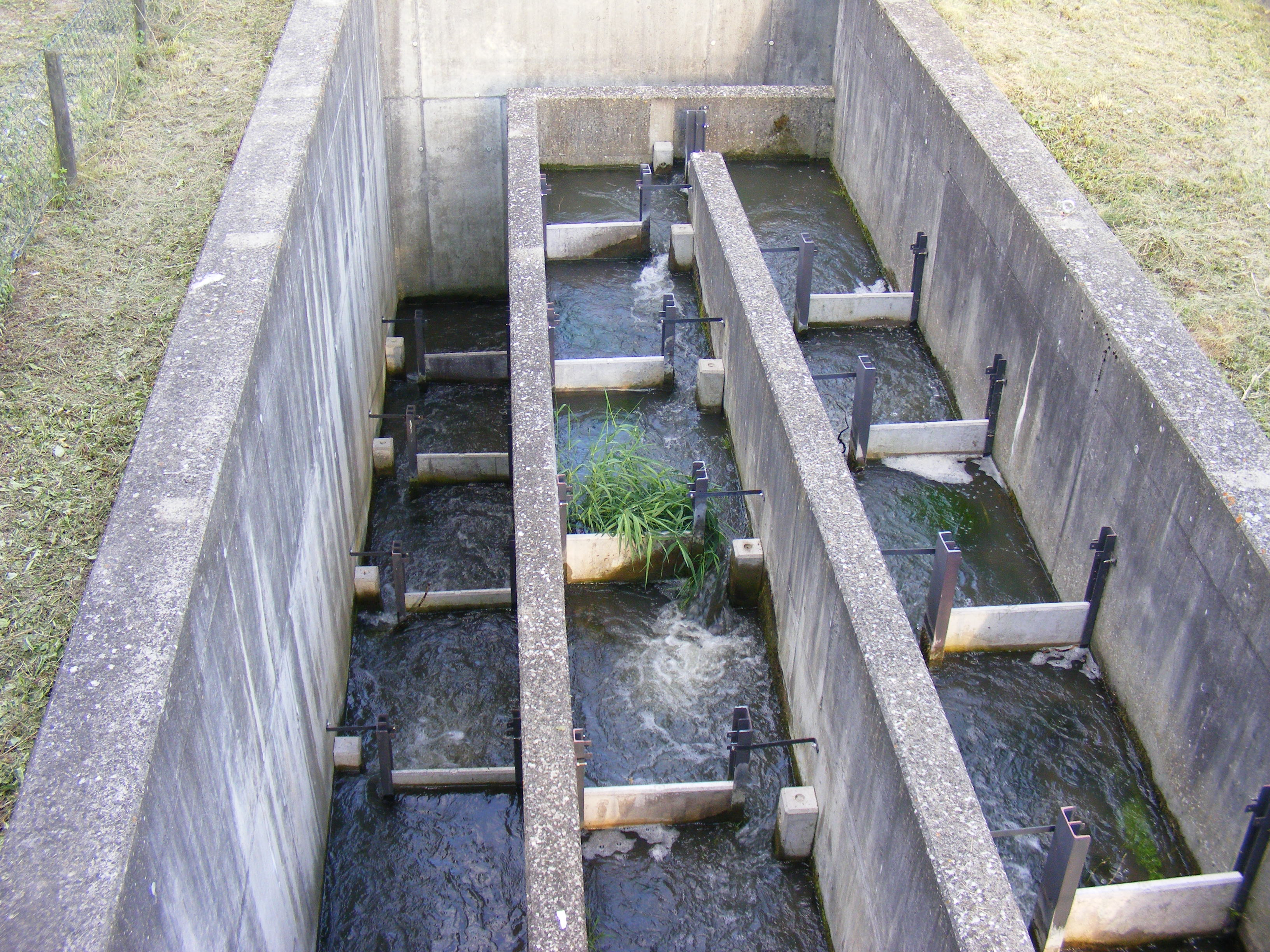
Fischtreppe am Flusskraftwerk Tübinger Straße

Erbaut wurde das Kleinwasserkraftwerk 1967 im Rahmen der Hochwassersicherung der Stadt Rottenburg und erzeugte mit einer Leistung von 1 MW jährlich 6 GWh Strom. Zur Sicherung der Durchgängigkeit für Fische und andere Wasserlebewesen wurde 1995 eine Fischtreppe erbaut. Im Jahr 2001 wurde das Kraftwerk umgebaut, unter anderem wurde ein neues Krafthaus errichtet und neue Turbinen eingebaut, das alte Wehr wurde aber für das neue Kraftwerk weiterhin genutzt. Durch den Umbau wurde eine Erhöhung der jährlichen Stromproduktion von 30 % erwartet. Die Umbaukosten betrugen etwa 3,5 Millionen Euro. Die Inbetriebnahme des erneuerten Kraftwerks durch die Stadtwerke Rottenburg am Neckar erfolgte im Februar 2002. Im Jahr 2009 wurde das Wehr für rund zwei Millionen Euro saniert. Die Betriebsgenehmigung des Kraftwerks erlischt im Jahr 2049.

## Technik
Die beiden Kaplan-Rohr-Turbinen erzeugen mit einem Volumenstrom von jeweils 14 m³/s und einer Fallhöhe von 5,80 m jeweils eine elektrische Leistung von 630 kW. Dabei nutzt das Kraftwerk nur einen kleinen Teil der Wassermenge des Neckars.
Das Stauwehr ist für ein Bemessungshochwasser von 640 m³/s ausgelegt. Das ca. 24 m breite Stauwehr ist als Dachwehr ausgeführt und in dieser Bauform das größte in Europa. Auf der linken Flussseite befindet sich als Fischquerungshilfe ein Kombinationsbauwerk aus Umgehungsgewässer und Vertical-Slot-Pass.

## Wirtschaftlichkeit
Mit dem Kraftwerk wird jährlich Strom mit einem Wert von rund 400.000 Euro erzeugt (Stand 2009).

## Zwischenfälle
Ein Dachbrand am 26. April 1999 verursachte einen Schaden von etwa 30.000 DM (entspricht heute inflationsbereinigt etwa 25.000 Euro).